# Zio Paperone e l'ultima slitta per Dawson
Zio Paperone e l'ultima slitta per Dawson (Last sled to Dawson) è una storia a fumetti opera di Don Rosa realizzata nel 1988 e pubblicata per la prima volta negli Stati Uniti d'America su Uncle Scrooge Adventures n. 5. Per i temi trattati è collegata alla Saga di Paperon de' Paperoni, realizzata da Rosa fra il 1992 e il 1994 basandosi su un fatto accaduto a Paperone quando aveva ormai raggiunto il primo milione di dollari; Paperone rivede la sua fiamma Doretta Doremì, dopo averla rivista nella storia Zio Paperone e la Stella del Polo di Carl Barks. In Italia è stata pubblicata su Zio Paperone n. 94 del 1997 e su Super Disney n. 17 del 2000.

## Trama
Paperone riceve una lettera dalla sua banca di Whitehorse, il cui acquisto fu il suo primo investimento. In un lungo flashback Paperone ricorda al 1899 quando la banca di Whitehorse gli comunica che con l'ultimo oro depositato il valore delle sue sostanze ha raggiunto il milione di dollari. Paperone acquista da Casey Coot un appezzamento di terreno nel Calisota e decide di tornare a Dawson. Durante il viaggio di ritorno, mentre attraversa un ghiacciaio, questi si crepa e la slitta vi cade dentro; taglia allora le corde per salvare i cani e pianta il suo fucile per riconoscere il luogo dove la slitta è andata persa, poi, sorpreso da una tormenta precipita da un dirupo nel fiume Yukon, finendo contro l'imbarcazione di Soapy Slick. Decide quindi di continuare a lottare contro le avversità e di accumulare altro denaro acquisendo la banca di Whitehorse. 
Il flashback viene interrotto da Paperino. Qui, Quo e Qua leggono la lettera e apprendono che la sua slitta, affondata nel ghiaccio, finirà ben presto nello Yukon a causa dello scorrimento del ghiacciaio così, Paperone, Paperino, Qui, Quo e Qua partono per il Klondike ma quando arrivano per noleggiare una chiatta, scoprono che l'unica disponibile è quella di Soapy Slick, acerrimo nemico di Paperone che, saputo della slitta, cerca di precederlo. Paperone riesce ad arrivare prima e, recuperata la slitta, si scopre che contiene gli abiti, la caffettiera, il piccone e la padella di Paperone cercatore, ricordi di grande valore affettivo.

## Curiosità
- Nella storia viene mostrato come la concessione di Paperone sia posta a sud di Dawson e del fiume Klondike, nella posizione dei reali terreni auriferi della corsa all'oro del 1898. Nell'ottavo capitolo della Saga di Paperon de' Paperoni l'autore deciderà invece di posizionare il fosso dell'Agonia Bianca a nord del fiume Klondike.
- Il D.U.C.K.(Dedicated to Uncle Carl by Keno, dedicato a zio Carl Barks da Keno, che è un altro nome di Don Rosa) si trova nella seconda vignetta nei fogli in mano al ragioniere di Paperone.